# Kayamandi

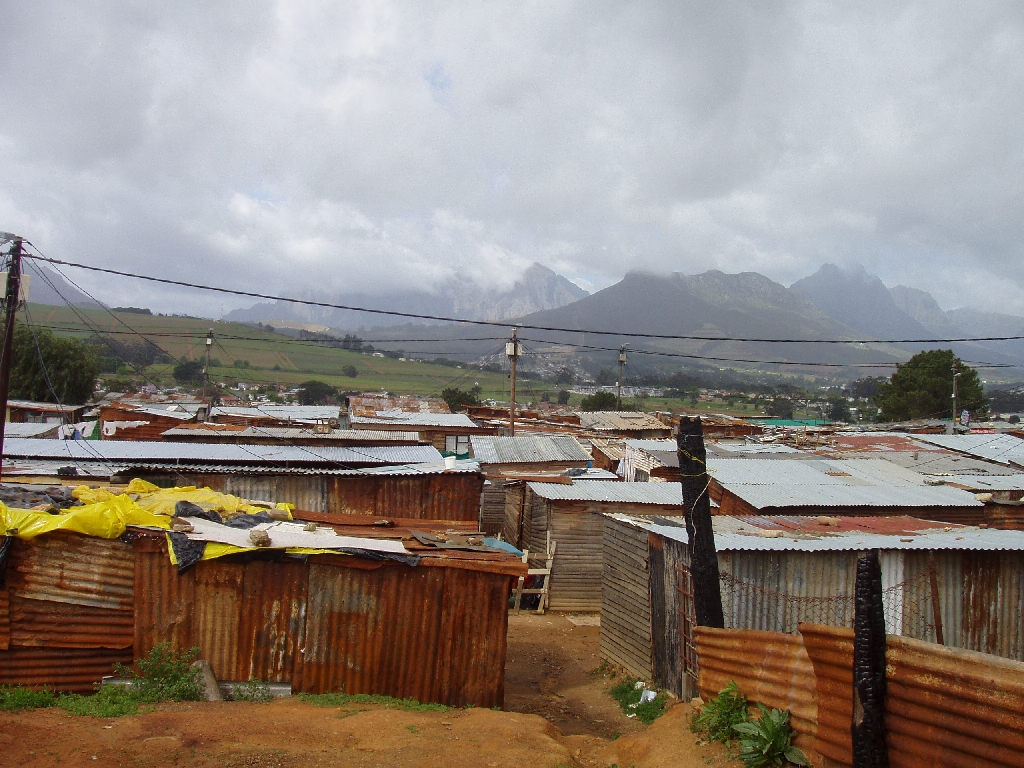
Shacks wie diese bestimmen vielerorts das Straßenbild von Kayamandi

Kayamandi (auch Khayamandi oder Khaya Mandi) ist ein zur Zeit der Apartheid entstandenes südafrikanisches Township, das 2011 24.645 Einwohner hatte. Es liegt in der Provinz Westkap, in der Nähe der Stadt Stellenbosch, zu der es auch gehört, und etwa 50 Kilometer östlich von Kapstadt.
Kayamandi ist ein hauptsächlich von Schwarzen bewohntes Armenviertel, das sowohl aus den für diese Art von Township typischen „Shacks“ (dt.: Hütte, Baracke), als auch mehr und mehr aus einer Reihe kleinerer Häuser besteht. Die hier meistgesprochene Sprache ist isiXhosa. Der Begriff Kayamandi entstammt dieser Sprache und bedeutet „angenehmes Heim“ (ikhaya – „zuhause“; mnandi – „süß“, „angenehm“).
Kayamandi ist dadurch bekannt geworden, dass immer wieder Freiwillige aus aller Welt mit Hilfe verschiedener Organisationen für einen begrenzten Zeitraum in verschiedene Projekte (Kindergarten, Grundschule, High School) im Township tätig wurden.